# Es Coll d'en Rabassa
Es Coll d'en Rabassa (o Coll de Rabasa) es un barrio de Palma de Mallorca, Baleares, España.
Se encuentra delimitado por los barrios de Son Malherido, El Molinar, Son Riera, Can Pastilla, Aeropuerto y Son Ferriol y está situado a unos 6 km del centro.
El barrio cuenta con bares, restaurantes, principalmente de productos del mar, aunque también hay locales de carne a la brasa y otros donde comer menús diarios a precios económicos. Tiene tres colegios.
En este barrio, además, se encuentra la zona de Es Carnatge, que antiguamente sirvió como cantera de marés para la construcción de la Catedral de Palma.
En la actualidad la zona está declarada como Área Natural de Especial Interés (ANEI), debido a que habitan muchos endemismos baleares. En él también podemos encontrar una playa fósil del Cuaternario.
Entre el patrimonio histórico del Coll, destacan la iglesia de Nuestra Señora del Carmen, datada del 1885; y la Torre de'n Pau, antigua batería de costa que, junto a otras, servía para la defensa de la bahía de Palma. Dicha batería se convirtió en parque municipal y, lamentablemente, en la actualidad se encuentra en un importante estado de degradación.
La barriada contaba en el año 2007 con una población de 10 434 habitantes.

## Historia
El Coll de Rabasa nace a partir del momento en el que se derriban las murallas de Palma y comienza el ensanche de la ciudad. Desde el siglo XIX surge un nuevo tipo de vivienda de recreo en las costas, donde nacen las primeras viviendas más humildes del actual barrio. 
En 1885 el reverendo Bartolomé Castell propuso la construcción de una iglesia, ya que no existía ningún templo en la barriada. Parece ser que el 8 de septiembre del mismo año se bendijo la primera parte del templo. 
El 6 de octubre de 1916 se inauguró la línea de tren Palma-Lluchmayor, la cual paraba en la estación del Coll de Rabasa, que favoreció al barrio con la llegada de nuevos vecinos provenientes del centro de Palma.
De esta manera, comenzaron a surgir las primeras escuelas del barrio, cines, bares e incluso industrias. 

## Bienestar social

### Educación

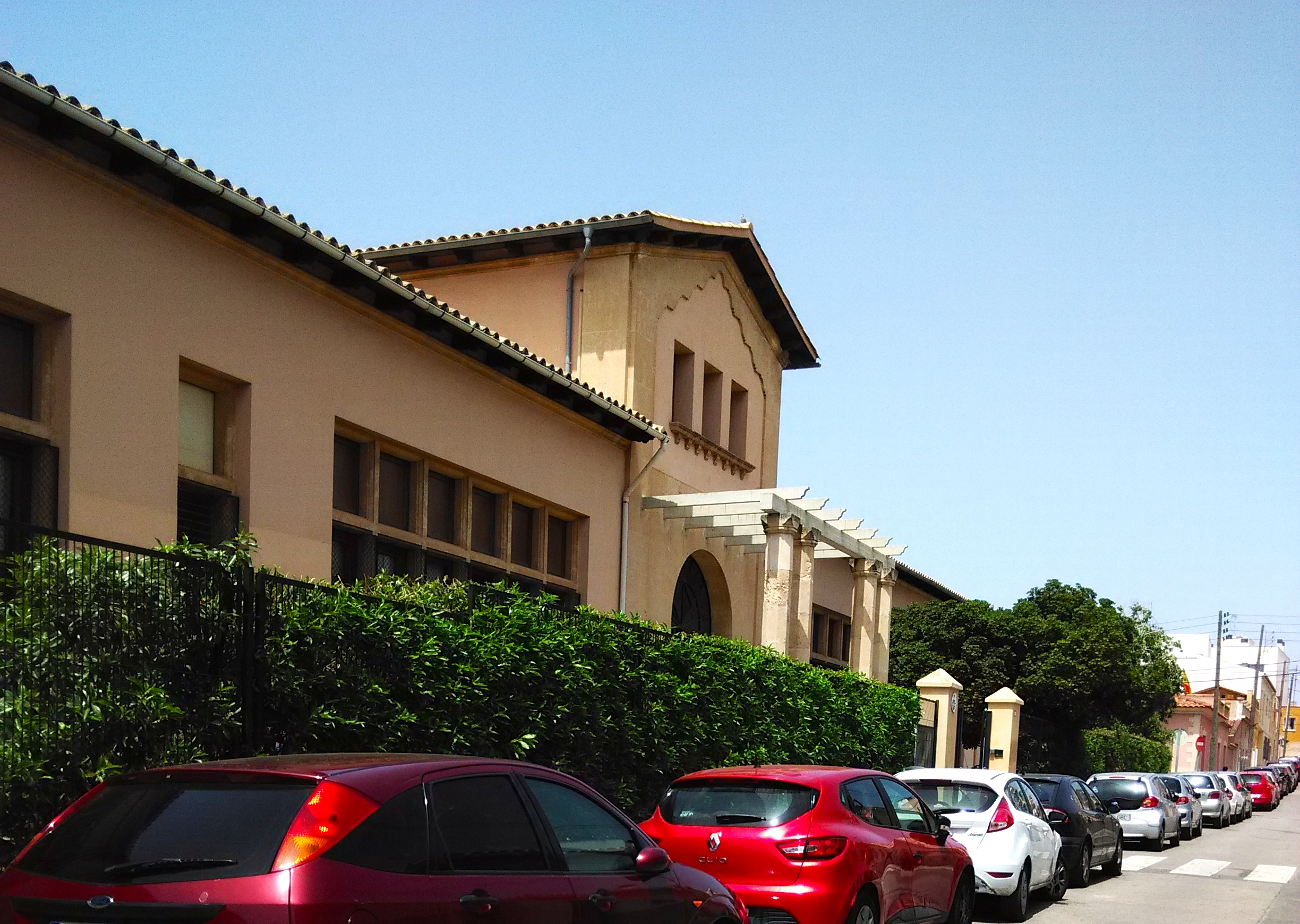
CEIP Coll de Rabasa

El barrio cuenta con tres colegios, dos de ellos cuentan con escuela infantil y primaria (CEIP Coll de Rabasa y CC San Vicente de Paúl) y otra que cuenta con escuela infantil, primaria y secundaria (Colegio Lladó). 
El primer colegio en abrir sus puertas a alumnos fue el "CC San Vicente de Paúl" (1910), aunque no tuvo la autorización para impartir enseñanzas primarias hasta el 1949. Le sigue el "CEIP Coll d'en Rabassa", antiguo "Colegio Nacional" (1934) y finalmente el actual "Colegio Lladó", que por aquel entonces era llamado "Academia Pericial Lladó"  (1948). Por aquel entonces, existía el "Liceo del Carmen".

### Sanidad

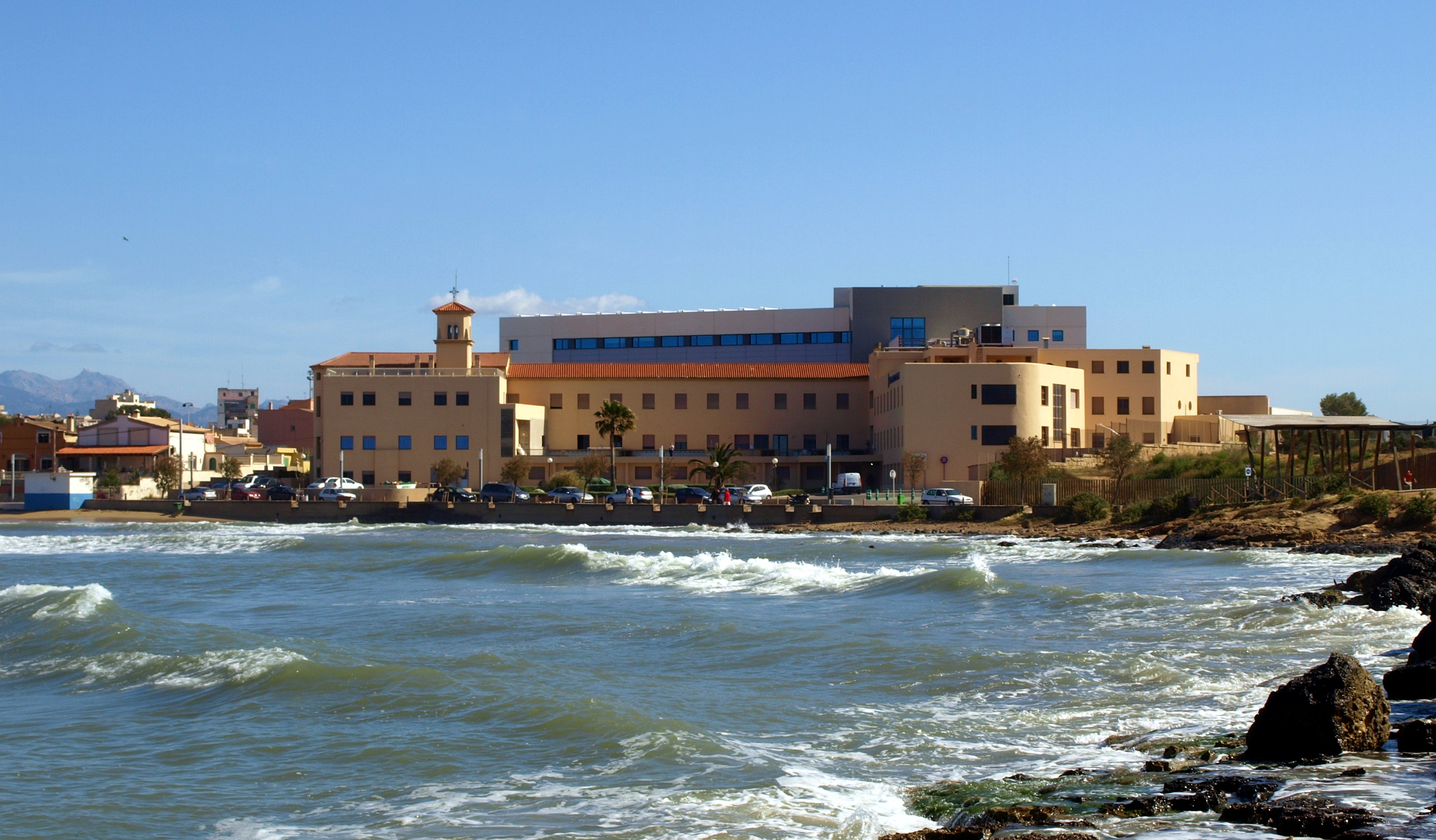
Hospital San Juan de Dios

El barrio cuenta con un Centro de Salud, inaugurado en 1985 por el ministro Ernest Lluch, donde los vecinos tienen acceso gratuito gracias al Ayuntamiento de Palma de Mallorca que fue quien comenzó a crear una red de centros. Este es uno de los diecinueve que existen en Palma.
También cuenta con el hospital San Juan de Dios inaugurado en 1955, un centro sanitario parcialmente dependiente de la Consejería de Salud y que está dedicado tradicionalmente a casos de traumatología. La línea 30 de la EMT tiene una parada en el hospital, facilitando el acceso.

## Religión
La religión predominante en el barrio es el cristianismo católico. Incluso podemos observar que una de las tres escuelas del barrio no es laica, sino católica (CC San Vicente de Paúl) y la presencia de la Parroquia del Coll de Rabasa. Gracias a la inmigración en el barrio comienzan a existir otras culturas y religiones, como es el caso del los Testigos de Jehová, cuyo salón del Reino se encuentra situado en la calle Blau. 

### Parroquia del Coll de Rabasa
La iglesia recibe el nombre de Nuestra señora del Carmen, bendecida la primera parte de su construcción el 8 de septiembre de 1885. Es de inspiración románica, con una nave central con cuatro capillas al lado derecho y dos en el lado izquierdo. Arriba, en los laterales de la bóveda central, se encuentran unos vitrales que representan la vida de la Virgen María. En la torre del campanario hay tres campanas, bendecidas en el año 1948.
El templo quedó inacabado, pues le falta una torre en el lado derecho, gemela a la que tiene. El reloj que luce es el de la antigua estación del tren del Coll.
La iglesia es la encargada de realizar las procesiones de Semana Santa, donde se celebra cada año el vía crucis, el cual tiene una gran aceptación por parte de los religiosos y curiosos, ya que se representa la crucifixión y muerte de Cristo. El 16 de julio es el día de la Virgen del Carmen, donde se celebra el día de la parroquia y las fiestas del barrio. 
La iglesia está situada en la calle Bartolomé Castell, y la entrada principal del templo, en la plaza de la Iglesia.

## Comercio
El barrio se basa en el pequeño comercio, se encuentran algunas tiendas de ropa, fruterías, carnicerías panaderías y bares. Existen varios supermercados y en 2016 se abrió el Centro Comercial más grande de la isla, Fan Mallorca Shopping.

### Pequeño comercio
La mayoría de tiendas se encuentran el la calle Cardenal Rosell, conocida por los vecinos como "La principal". A lo largo de esta calle hay tiendas de ropa, bancos, pastelerías, restaurantes y bares. Destaca también la calle de las Islas Pitiusas, donde se encuentra una gran cantidad de bares. El pequeño comercio, al igual que en el resto de zonas, sufre por culpa de las grandes empresas ya que no pueden competir contra sus bajos precios. 

### Fan Mallorca Shopping
Es el centro comercial más grande de las Islas Baleares, se encuentra a 5 km del centro de Palma y está dentro de la barriada. Abrió sus puertas a finales de 2016, dio 1500 puestos de trabajo directos, 2000 indirectos y 2400 durante su construcción. 
Dentro de este encontramos grandes marcas como Primark, H&M, Mango, Decathlon, Media Markt, Grupo Cortefiel, C&A, Foot Locker o Benetton, entre otros. Cuenta con Cines Artesiete y en la zona de restauración se encuentran tiendas como Vips, Foster's Hollywood, Burger King, Starbucks, La Tagliatella entre otras muchas.

## Transporte

### Autobuses
Se puede acceder al barrio a través de las líneas 18, 27 28 y 35 de la Empresa Municipal de Transportes de Palma de Mallorca (EMT).
| Línea | Trayecto                    | Recorrido | Frecuencia                                                                   |
| ----- | --------------------------- | --------- | ---------------------------------------------------------------------------- |
| 18    | Calle Manacor - Son Riera   | Recorrido | 60 minutos                                                                   |
| 27    | Son Llátzer - Circular      | Recorrido | Lunes - Viernes 30 minutosSábados 60 minutos                                 |
| 28    | Son Llátzer - Circular      | Recorrido | Lunes - Viernes 30 minutosSábados 60 minutos                                 |
| 35    | Acuario - Plaza de la Reina | Recorrido | Lunes - Viernes 10 minutos Sábados 15 minutos Domingos y festivos 22 minutos |

### Carril bici

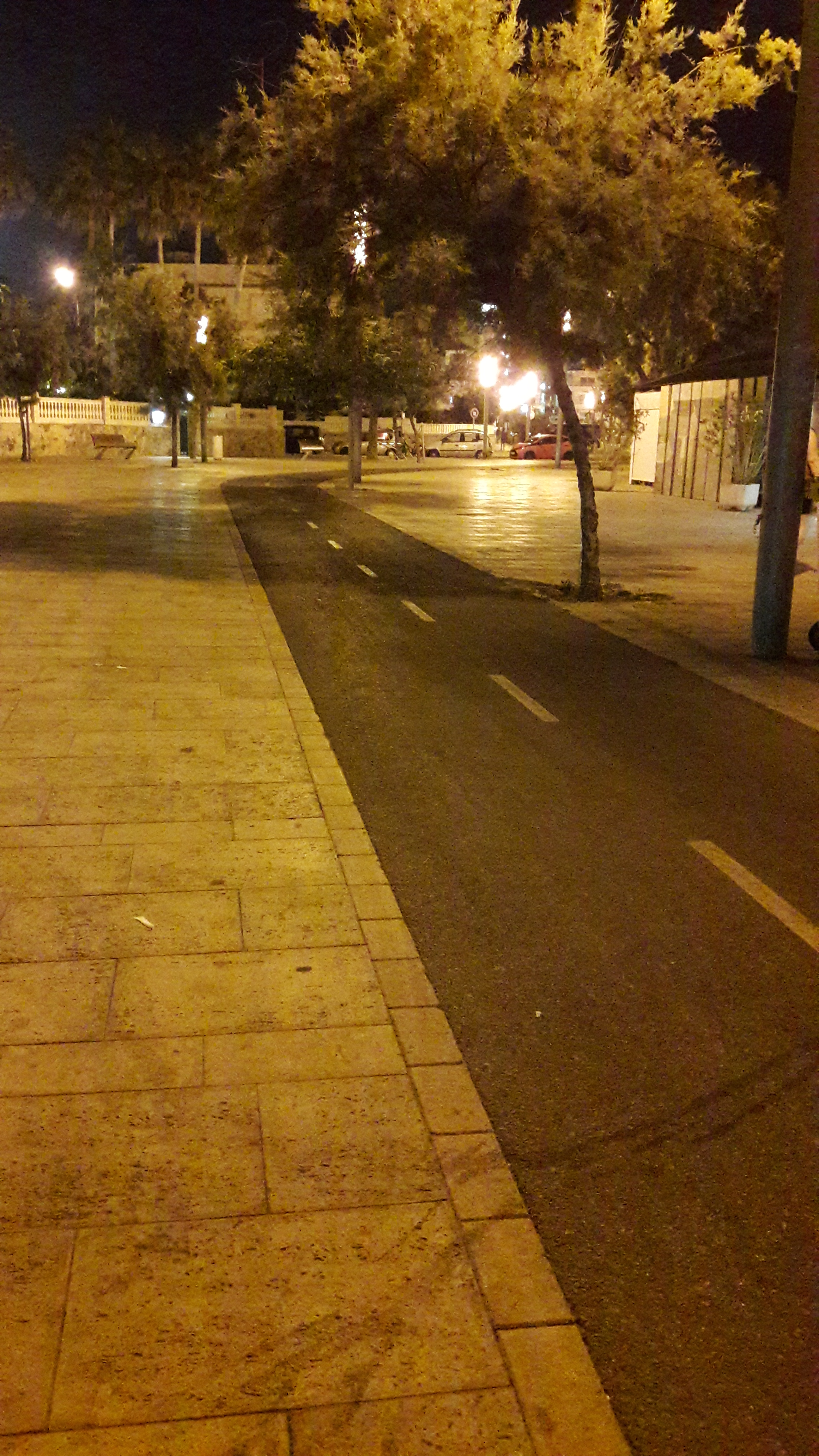
Carril bici

Palma cuenta con un extenso carril bici que recorre toda la Playa de Palma, de esta manera, pasando por el Coll de Rabasa. Existen tres posibilidades de entrar al barrio mediante el carril bici, desde la barriada vecina El Molinar (entrando por la zona de Ciudad Jardín), desde Can Pastilla (entrando por la zona de Es Carnatge) o desde Son Malherido (entrando por la entrada al Molinar de Ma-20).

### Tranvía
Está previsto pero aún sin fecha de ejecución, que el tranvía pase por el centro del barrio, uniéndolo con el distrito de Playa de Palma, el aeropuerto y que pase por el centro de Palma de Mallorca, llegando hasta el Hospital de Son Espases.